# Emociones morales
Las emociones morales son una variedad de emociones sociales que participan en la formación y comunicación de juicios y decisiones morales, y en la motivación de respuestas conductuales al comportamiento moral propio y ajeno. Como las define Jonathan Haidt, las emociones morales «están vinculadas a los intereses o al bienestar de una sociedad en su conjunto o al menos de personas distintas del juez o agente». Es posible que una persona no siempre tenga palabras claras para articular, pero al mismo tiempo, esa misma persona sabe que es verdad en el fondo.
Algunas emociones morales diferentes incluyen disgusto, vergüenza, orgullo, ira, culpa, compasión y gratitud  y ayudan a brindar a las personas el poder y la energía para hacer el bien y evitar hacer el mal. Las emociones morales están vinculadas a la conciencia de una persona; estas son las emociones que conforman la conciencia y promueven el aprendizaje de la diferencia entre el bien y el mal, el bien y el mal, la virtud y el mal.
Cuando se trata de emociones morales, hay muchas cosas que han cambiado en los últimos años. Esto se debe en gran medida a que parte de las emociones morales se basan en la interpretación que la sociedad hace de las cosas. Si bien es cierto que muchas de estas emociones se basan en las verdades absolutas de la moralidad, esto es sólo una parte de lo que tratan las emociones morales. El espectro completo de lo que implican las emociones morales también incluye emociones basadas en las narrativas de lo que la gente enseña. Gran parte de esto lleva a las personas a tomar sus propias decisiones en la vida, a través de un proceso conocido formalmente como «toma de decisiones morales». Esto es algo que influye en las personas todos los días, sin que la mayoría de las personas se den cuenta.

## Fondo
El razonamiento moral ha sido el foco de la mayoría de los estudios de moralidad que se remontan a Platón y Aristóteles. El lado emotivo de la moralidad, desarrollado por la Teoría de los sentimientos morales de Adam Smith, ha sido visto con desdén, como subordinado al razonamiento moral racional superior, y eruditos como Immanuel Kant, Piaget y Kohlberg promocionan el razonamiento moral como la vanguardia clave de la moralidad. Sin embargo, en los últimos 30 a 40 años, ha habido un aumento en un nuevo frente de investigación: las emociones morales como base del comportamiento moral. Este desarrollo comenzó centrándose en la empatía y la culpa, pero desde entonces ha avanzado para abarcar nuevos estudios emocionales sobre emociones como la ira, la vergüenza, el disgusto, el asombro y la elevación. Con la nueva investigación, los teóricos han comenzado a cuestionar si las emociones morales podrían desempeñar un papel más importante en la determinación de la moralidad, uno que podría incluso superar el del razonamiento moral.

## Definiciones
En general, los filósofos han adoptado dos enfoques para definir la emoción moral, siendo el primer enfoque «especificar las condiciones formales que constituyen una declaración moral (por ejemplo, que sea prescriptiva, que sea universal, como la conveniencia)». Este primer enfoque está más ligado al lenguaje y las definiciones dadas a las emociones morales. El segundo enfoque «consiste en especificar las condiciones materiales de una cuestión moral, por ejemplo, que las reglas y juicios morales 'deben influir en el interés o el bienestar de la sociedad en su conjunto o al menos de personas distintas del juez o agente». Esta definición parece estar más basada en la acción. Se centra en el resultado de una emoción moral. Se prefiere más la segunda definición porque no está ligada al lenguaje y, por lo tanto, puede aplicarse a niños y animales prelingüísticos. Las emociones morales son «emociones que están vinculadas a los intereses o al bienestar de la sociedad en su conjunto o al menos de personas distintas del juez o agente». : 853 

## Tipos de emoción moral
Las emociones morales, como cualquier emoción, se clasifican en positivas y negativas. Sin embargo, en el caso de las emociones morales, hay dos tipos de emociones negativas: emociones negativas dirigidas hacia el interior (que motivan a las personas a actuar éticamente) y emociones negativas dirigidas hacia el exterior (que tienen como objetivo disciplinar o castigar). Dentro de las categorías positivas y negativas, existen emociones específicas. Ejemplos de emociones morales positivas son la gratitud, la elevación y el orgullo por los éxitos beneficiosos de uno. Ejemplos de emociones morales negativas incluyen la vergüenza, la culpa y el bochorno.
Existe un debate sobre si existe un conjunto de emociones básicas o si existen «guiones o conjuntos de componentes que pueden mezclarse y combinarse, permitiendo un número muy grande de emociones posibles». Incluso quienes defienden un conjunto básico reconocen que existen variantes de cada emoción (el psicólogo Paul Ekman llama a estas variantes «familias» Según Jonathan Haidt:

Las principales emociones morales se pueden dividir en dos grandes familias y dos pequeñas familias conjuntas. Las familias numerosas son la familia «que condena a los demás», en la que los tres hermanos son desprecio, ira y asco (y sus numerosos hijos, como indignación y odio), y la familia «cohibida» (vergüenza, incomodidad y culpa)…[L]as dos familias más pequeñas, la familia del «otro que sufre» (compasión) y la familia del «otro que alaba al otro» (gratitud y elevación).

Haidt sugeriría que cuanto mayor sea la emocionalidad de un agente moral, más probable será que actúe moralmente. Utiliza el término «elicitor desinteresado» para describir un evento o situación que provoca emociones en nosotros, incluso cuando estas emociones no tienen nada que ver con nuestro bienestar personal. Son estos elicitores los que hacen que las personas participen en lo que él llama «tendencias de acción prosocial» (acciones que benefician a la sociedad). Haidt explica las emociones morales como «familias de emociones», en las que cada familia contiene emociones que pueden ser similares, aunque no exactamente iguales. Estas emociones morales son provocadas por eventos que a menudo conducen a tendencias de acción prosocial. La probabilidad de que cada persona realice una acción prosocial está determinada por su grado de emocionalidad.

## Emociones morales y comportamiento
La empatía también juega un papel importante en el altruismo. La hipótesis de la empatía-altruismo afirma que los sentimientos de empatía por otra persona conducen a una motivación altruista para ayudar a esa persona. Por el contrario, también puede haber una motivación egoísta para ayudar a alguien que lo necesita. Este es el modelo hulliano de reducción de tensiones en el que la angustia personal causada por otra persona necesitada lleva a la persona a ayudar para aliviar su propio malestar. La literatura sobre el altruismo nacido del sufrimiento afirma que las personas que han pasado por momentos difíciles y han superado este trauma se identifican con ver a otros necesitados y responden de manera altruista protegiendo o cuidando a los demás. En el contexto del cambio climático, se reconoce que para que las personas actúen de manera altruista hacia su sociedad y su entorno, necesitan aprender a aumentar su capacidad para procesar sus experiencias emocionales, así como un mayor funcionamiento reflexivo.
Batson, Klein, Highberger y Shaw realizaron experimentos en los que manipularon a personas mediante el uso del altruismo inducido por la empatía para tomar decisiones que les exigieran mostrar parcialidad hacia un individuo sobre otro. El primer experimento implicó que un participante de cada grupo eligiera a alguien para que experimentara una tarea positiva o negativa. Estos grupos incluían no comunicación, comunicación/baja empatía y comunicación/alta empatía. Se les pidió que tomaran sus decisiones basándose en estos estándares, lo que resultó en que el grupo de comunicación/alta empatía mostrara más parcialidad en el experimento que los otros grupos debido a que fueron manipulados emocionalmente con éxito. Aquellos individuos a quienes manipularon con éxito informaron que, a pesar de sentirse obligados en el momento a mostrar parcialidad, todavía sentían que habían tomado la decisión más «inmoral», ya que seguían una emoción basada en la empatía en lugar de adherirse a una perspectiva de justicia de la moralidad.
Batson, Klein, Highberger y Shaw realizaron dos experimentos sobre el altruismo inducido por la empatía y propusieron que esto puede conducir a acciones que violan el principio de justicia. El segundo experimento funcionó de manera similar al primero, utilizando grupos de baja y alta empatía. Los participantes se enfrentaron a la decisión de trasladar a una niña aparentemente enferma a un grupo de «ayuda inmediata» en lugar de dejarla en una lista de espera después de escuchar su entrevista emocional que describía su condición y la vida que le quedaba por llevar. Los que estaban en el grupo de alta empatía tenían más probabilidades que los del grupo de baja empatía de mover al niño más arriba en la lista para recibir tratamiento antes. Cuando se preguntó a estos participantes cuál era la opción más moral, estuvieron de acuerdo en que la opción más moral habría sido no colocar a este niño delante de la lista a expensas de los demás niños. En este caso, es evidente que cuando el altruismo inducido por la empatía está en desacuerdo con lo que se considera moral, muchas veces el altruismo inducido por la empatía tiene la capacidad de prevalecer sobre la moralidad.
Recientemente, el neurocientífico Jean Decety, basándose en investigaciones empíricas en teoría de la evolución, psicología del desarrollo, neurociencia social y psicopatía, argumentó que la empatía y la moralidad no son sistemáticamente opuestas entre sí ni inevitablemente complementarias.
Emmons (2009) define la gratitud como una reacción emocional natural y una tendencia universal a responder positivamente a la benevolencia de otra persona. La gratitud es motivadora y conduce a lo que Emmons describe como «reciprocidad ascendente». Se trata de transmitir beneficios a terceros en lugar de devolverlos a los benefactores.
En el contexto del comportamiento en las redes sociales, la investigación de Brady, Wills, Jost, Tucker y Van Bavel (2017) muestra que la expresión de la emoción moral amplifica el grado en que los ideales morales y políticos se difunden en las plataformas de redes sociales. Al analizar una gran muestra de comunicaciones de Twitter sobre temas polarizantes, como el control de armas, el matrimonio entre personas del mismo sexo y el cambio climático, los resultados indicaron que la presencia de lenguaje moral-emocional en los mensajes aumentó su transmisión en aproximadamente un 20% por palabra, en comparación con las comunicaciones puramente -Lenguaje moral y puramente emocional.